# Sister
Az 1987-es Sister a Sonic Youth negyedik nagylemeze. Általánosságban pozitív kritikákat kapott. Koncepcióalbumnak is vehető, mely az életen és Philip K. Dick munkásságán alapul.
A Pitchfork Media az 1980-as évek 14. legjobb albumának nevezte. Szerepel az 1001 lemez, amit hallanod kell, mielőtt meghalsz című könyvben.

## Az album dalai
|     | Cím                      | Szerző(k)     | Szöveg/ének                   | Hossz |
| --- | ------------------------ | ------------- | ----------------------------- | ----- |
| 1.  | Schizophrenia            | Sonic Youth   | Gordon, Moore                 | 4:38  |
| 2.  | (I Got A) Catholic Block | Sonic Youth   | Moore                         | 3:26  |
| 3.  | Beauty Lies in the Eye   | Sonic Youth   | Gordon                        | 2:20  |
| 4.  | Stereo Sanctity          | Sonic Youth   | Moore                         | 3:50  |
| 5.  | Pipeline/Kill Time       | Sonic Youth   | Ranaldo                       | 4:35  |
| 6.  | Tuff Gnarl               | Sonic Youth   | Moore                         | 3:15  |
| 7.  | Pacific Coast Highway    | Sonic Youth   | Gordon                        | 4:18  |
| 8.  | Hot Wire My Heart        | Johnny Strike | Strike/Moore, Gordon, Ranaldo | 3:23  |
| 9.  | Kotton Krown             | Sonic Youth   | Gordon, Moore                 | 5:08  |
| 10. | White Kross              | Sonic Youth   | Moore                         | 2:59  |

## Közreműködők
- Lee Ranaldo – gitár, ének
- Kim Gordon – basszusgitár, gitár, ének
- Thurston Moore – gitár, ének, Moog szintetizátor
- Steve Shelley – dob, programozás
- Walter Sear – programozás
- Bill Titus – hangmérnök

## Fordítás
Ez a szócikk részben vagy egészben a Sister (Sonic Youth album) című angol Wikipédia-szócikk ezen változatának fordításán alapul.  Az eredeti cikk szerkesztőit annak laptörténete sorolja fel. Ez a jelzés csupán a megfogalmazás eredetét és a szerzői jogokat jelzi, nem szolgál a cikkben szereplő információk forrásmegjelöléseként.